# Xpeng G3i
Xpeng G3 – elektryczny samochód osobowy typu crossover klasy kompaktowej produkowany pod chińską marką Xpeng w latach 2018–2021 oraz jako Xpeng G3i w latach 2021–2023.

## Historia i opis modelu

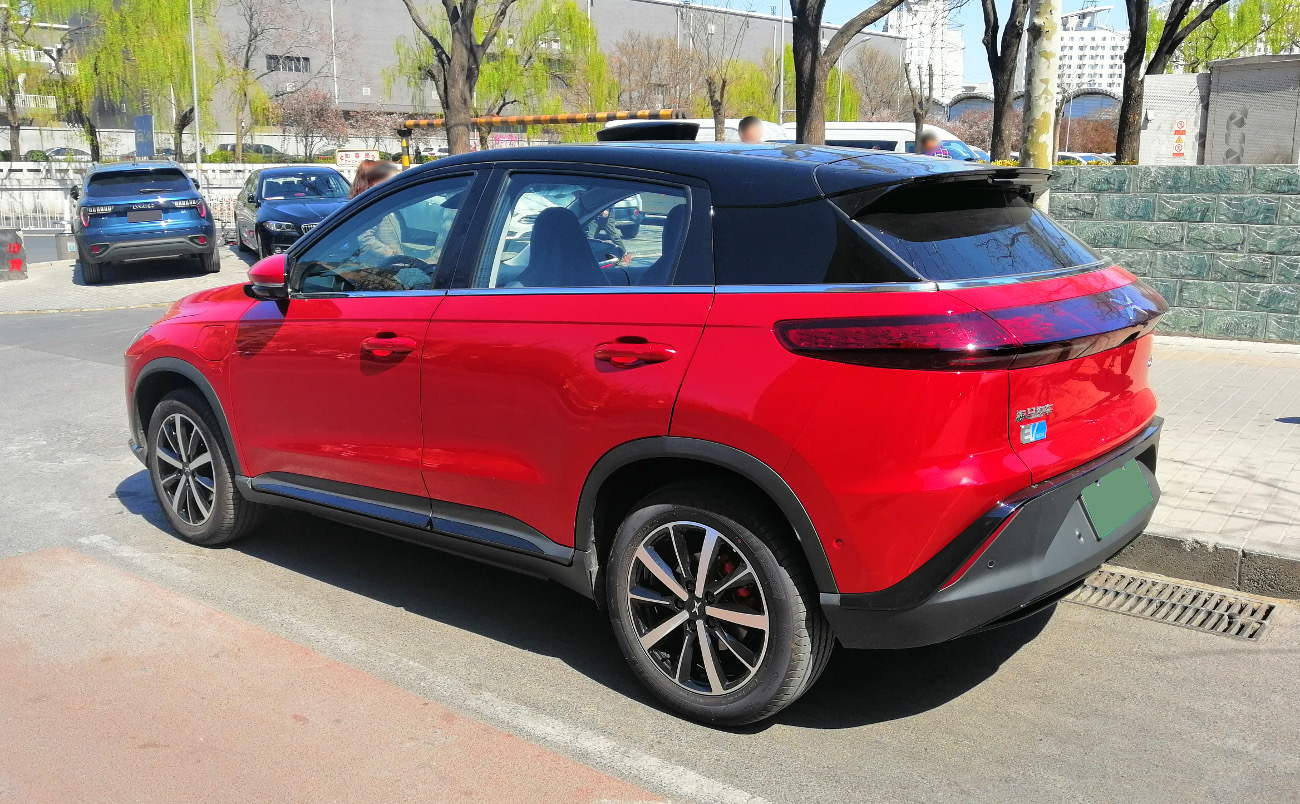
Xpeng G3 – tył

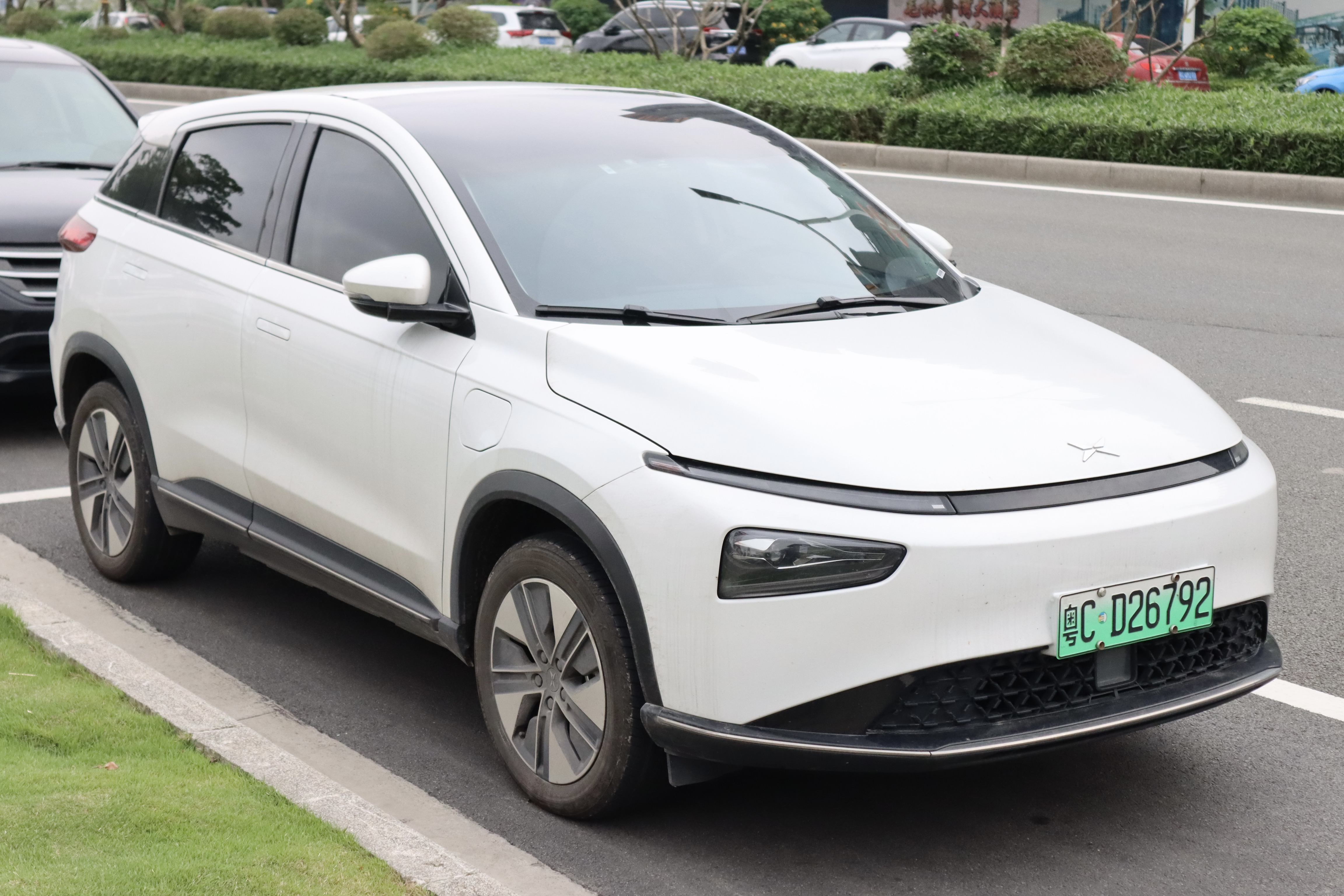
Xpeng G3i po liftingu

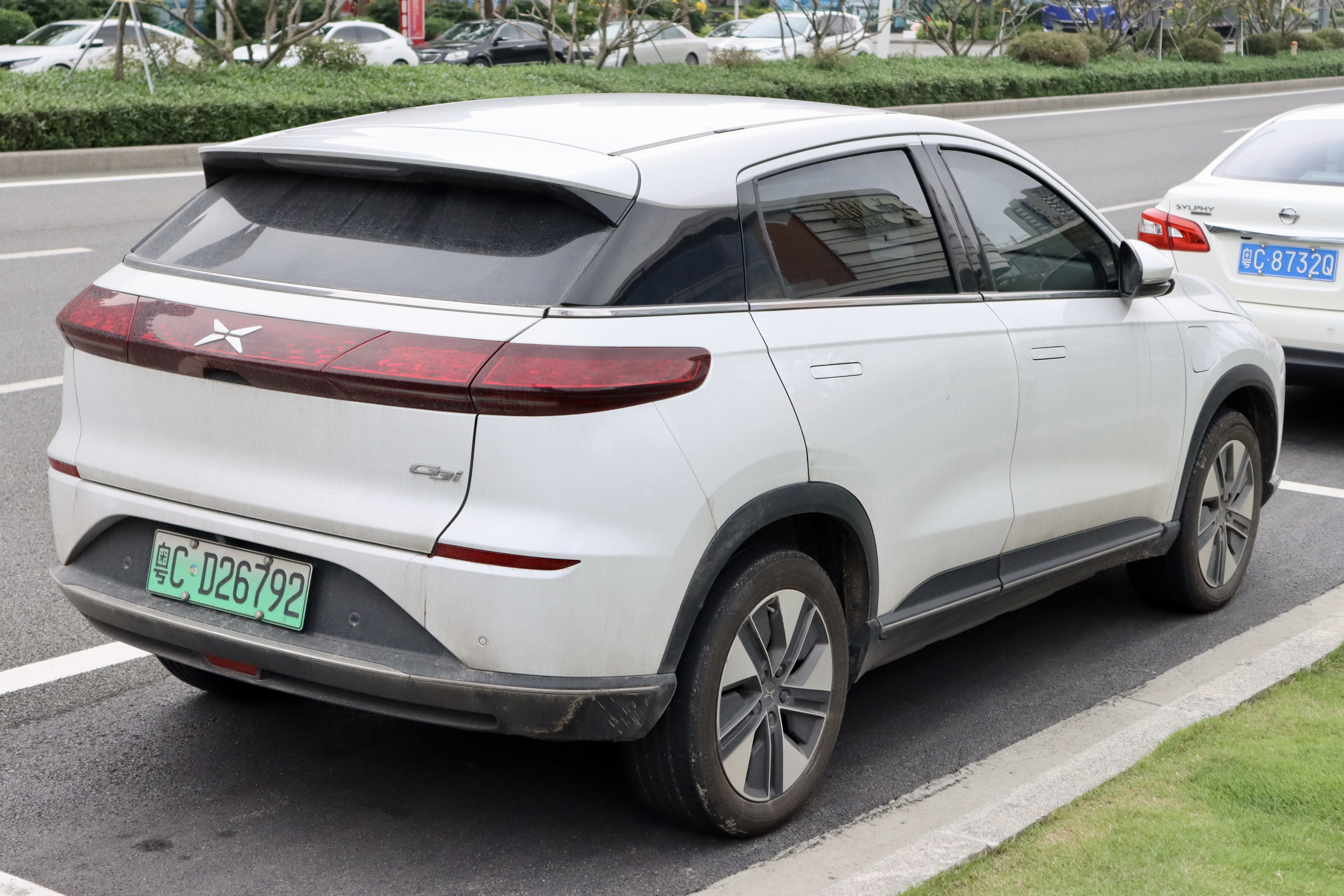
Xpeng G3i po liftingu

W styczniu 2018 roku chiński startup Xpeng przedstawił swój pierwszy produkcyjny samochód elektryczny, oficjalnie inaugurując markę Xpeng. Model G3 to kompaktowy crossover utrzymany w nowoczesnej formule stylistycznej, wyróżniający się szpiczastym pasem przednim z wąskimi, szeroko rozstawionymi reflektorami, a także dwukolorowym malowaniem nadwozia i szeroką tylną lampą biegnącą przez całą szerokość karoserii. 
Samochód rozwinął koncepcję wyprodukowanego w 2017 roku pilotażowego pojazdu Xpeng Identity X, różniąc się od niego wyglądem przedniej i tylnej części nadwozia. W kabinie pasażerskiej dominuje duży ekran dotykowy rozciągający się na całej wysokości konsoli centralnej, pozwalając na sterowanie większością funkcji pojazdu, a także systemem multimedialnym.

### Lifting
W czerwcu 2021 roku przedstawiono obszernie zmodernizowanego Xpenga G3 o nazwie Xpeng G3i, który wizualnie został upodobniony do nowszego wzornictwa zastosowanego w przypadku nowszych sedanów P5 i P7. Charakterystycznym elementem stał się przód zdominowany przez świetlisty pas diod LED obejmujący także krawędź pod maską, a także niższego rzędu klosze reflektorów. Pojazd zyskał także rozbudowaną gamę kolorów nadwozia, a także przemodelowany układ tylnego oświetlenia.

### Sprzedaż
Sprzedaż G3 z przeznaczeniem wyłącznie dla wewnętrznego rynku chińskiego rozpoczęła się wiosną 2019 roku po starcie produkcji w listopadzie 2018. Początkowo Xpeng nie planował oficjalnie sprzedawać pojazdu w Europie, jednak uległo to zmianie w grudniu 2020 roku wraz z oficjalnym debiutem chińskiego producenta w Norwegii. Pomimo wkroczenia chińskiej firmy do innych rynków zachodnioeuropejskich w 2023 roku, model G3 pozostał samochodem obecnym tylko w Norwegii także po restylizacji z 2021 roku.

### Dane techniczne
Xpeng G3 napędzany był układem elektrycznym, który tworzy bateria o pojemności 47,6 kWh i mocy 197 KM. Zasięg pojazdu według chińskiej procedury pomiaru NEDC wynosi ok. 365 kilometrów na jednym ładowaniu, z kolei 100 km/h osiąga w 7,4 sekundy. 80% baterii za pomocą szybkiej ładowarki można uzupełnić w 30 minut. Wersja po restylizacji, Xpeng G3i, wyposażona została w ten sam 197-konny silnik elektryczny o 300 Nm maksymalnego momentu obrotowego, zyskując jednakże większą baterię o pojemności 66 kWh. Umożliwiła ona przejechanie na jednym ładowaniu ok. 520 kilometrów.